# Divisió de Chittagong
La divisió de Chittagong és una entitat administrativa de primer nivell de Bangladesh, amb una superfície de 33.771 km² i una població de 23.999.345 habitants, amb capital a Chittagong.
La formen els següents districtes:
- Districte de Brahmanbaria
- Districte de Comilla
- Districte de Chandpur
- Districte de Lakhsmipur
- Districte de Noakhali
- Districte de Feni
- Districte de Chittagong
- Districte del Basar de Cox
- Districte de Khagrachari
- Districte de Rangamati
- Districte de Bandarban

## Història
Fou una entitat administrativa de l'Índia Britànica, província de Bengala, governada per un comissionat. La capital era Chittagong. La formaven aleshores els següents districtes:
- Districte de Chittagong
- Districte de Noakhali
- Districte de Tipperah
- Chittagong Hill Tracts

Tenia al nord l'estat de Tripura, a l'est les terres dels lushai i altres ètnies, al sud, el districte d'Akyab (Arakan, Birmània) i a l'oest la badia de Bengala i l'estuari del Meghna. La superfície era de 31385 km² i la població de 3.441.430 el 1872, 3.569.071 el 1881, 4.190.081 el 1891 i 4.737.731 el 1901, repartits en 11.113 pobles.
Va ser important durant les campanyes contra els lushais.